# NGC 871
NGC 871 ist eine Balken-Spiralgalaxie vom Hubble-Typ SBc Sternbild Widder an der Ekliptik. Sie ist schätzungsweise 170 Millionen Lichtjahre von der Milchstraße entfernt und hat einen Durchmesser von etwa 55.000 Lj.
Im selben Himmelsareal befinden sich u. a. die Galaxien NGC 870, NGC 876, NGC 877.
Das Objekt wurde am 14. Oktober 1784 von William Herschel entdeckt.